# Xã Odell, Quận Livingston, Illinois
Xã Odell (tiếng Anh: Odell Township) là một xã thuộc quận Livingston, tiểu bang Illinois, Hoa Kỳ. Năm 2010, dân số của xã này là 1.276 người.